# Earworm

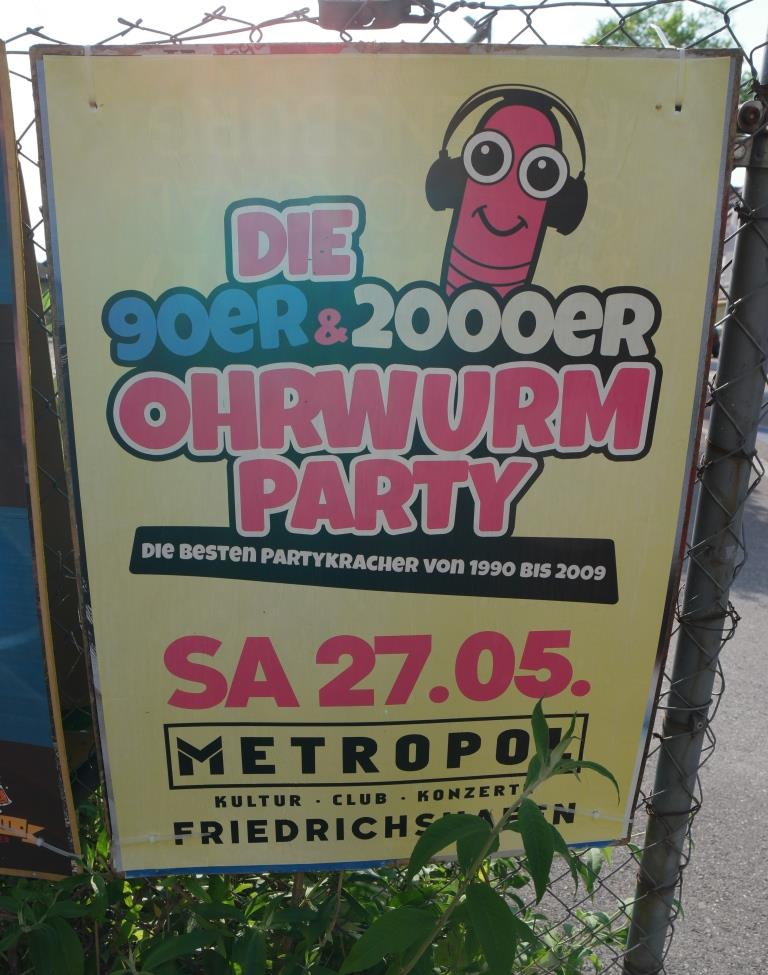
Werbung für eine „Ohrwurm-Party“ in Friedrichshafen

Um earworm (em português: "verme de ouvido"), às vezes conhecido como brainworm, música pegajosa, síndrome de música presa, ou Involuntary Musical Imagery (IMI) é um tema musical cativante que repete continuamente na mente de uma pessoa depois que ele tenha parado de tocar. frases usadas para descrever um earworm incluem "repetição de imagens musicais", "imagens musicais involuntárias", "coceira cognitiva" e "síndrome de música emperrada".
A palavra earworm é um calque do alemão Ohrwurm, que tem esse sentido desde meados do século XX. O uso inglês mais antigo conhecido está no romance de 1978 de Desmond Bagley, Flyaway, onde o autor aponta a origem alemã de sua cunhagem.
Pesquisadores que estudaram e escreveram sobre o fenômeno incluem Theodor Reik, Sean Bennett, Oliver Sacks, Daniel Levitin, James Kellaris, Philip Beaman, Vicky Williamson, e, numa perspectiva mais teórica, Peter Szendy. O fenômeno não deve ser confundido com o palinacousis, uma condição médica rara causada por danos no lobo temporal do cérebro que resultam em alucinações auditivas.

## Incidência e causas
A pesquisadora Vicky Williamson, da Universidade de Londres, descobriu em um estudo descontrolado que earworms correlacionados com a exposição musical, mas também pode ser desencadeada por experiências que provocam a memória de uma canção (memória involuntária), como ver uma palavra que lembra um dos música, ouvir algumas notas da música ou sentir uma emoção associada à música. A lista de músicas coletadas no estudo não mostrou nenhum padrão específico, além da popularidade.
Segundo a pesquisa de James Kellaris, 98% dos indivíduos experimentam earworms. Mulheres e homens experimentam o fenômeno com igual frequência, mas os earworms tendem a durar mais tempo para as mulheres e a irritá-las mais. Kellaris produziu estatísticas sugerindo que as músicas com letras podem representar 73,7% dos earworms, enquanto a música instrumental pode causar apenas 7,7%.
Em 2010, os dados publicados no British Journal of Psychology abordaram diretamente o assunto, e seus resultados apóiam as alegações anteriores de que os earworms geralmente têm de 15 a 30 segundos de duração e são mais comuns naqueles com interesse em música.

## Curas
Cientistas da Western Washington University descobriram que envolver a memória de trabalho em tarefas moderadamente difíceis (como anagramas, quebra- cabeças de Sudoku ou ler um romance) era uma maneira eficaz de parar os vermes e reduzir sua recorrência. Outra publicação aponta que a música melódica tem uma tendência a demonstrar ritmo repetitivo que pode levar a repetições infinitas, a menos que um clímax possa ser alcançado para quebrar o ciclo.
Uma pesquisa relatada em 2015 pela Escola de Psicologia e Ciências da Linguagem Clínica da Universidade de Reading demonstrou que goma de mascar poderia ajudar bloqueando similarmente o componente de ensaio sub-vocal da memória auditiva de curto prazo ou "trabalho" associada à geração e manipulação auditiva e imagens musicais.
Outro remédio sugerido é tentar encontrar uma "canção de cura" para parar a música repetida.

## Casos notáveis
Jean Harris, que assassinou Herman Tarnower, estava obcecado com a música "Put the Blame on Mame", que ela ouviu pela primeira vez no filme Gilda. Ela se lembraria disso regularmente por mais de 33 anos e poderia manter uma conversa enquanto jogava em sua mente.

## Na cultura popular
A história de 1876 de Mark Twain, "Um Pesadelo Literário" (também conhecido como "Soco, Irmãos, Soco") é sobre um jingle que só se pode livrar transferindo-o para outra pessoa.
Em 1943, Henry Kuttner publicou o conto "Nothing but Gingerbread Left" sobre uma música projetada para danificar o esforço de guerra nazista, culminando com Adolf Hitler sendo incapaz de continuar um discurso.
No romance de 1953, The Demolished Man, de Alfred Bester, o protagonista usa um jingle especificamente criado para ser um incômodo irritante e cativante como uma ferramenta para impedir que os leitores de mente leiam sua mente.
No conto de ficção científica de Arthur C. Clarke de 1957, "The Ultimate Melody", um cientista, Gilbert Lister, desenvolve a melodia suprema — uma que tanto obriga o cérebro que seu ouvinte se torna completamente e eternamente arrebatado por ele. Como o contador de histórias, Harry Purvis, explica, Lister teorizou que uma grande melodia "deixou sua impressão na mente porque se ajustava aos ritmos elétricos fundamentais que aconteciam no cérebro". Lister tenta abstrair das melodias do dia para uma melodia que se encaixa tão bem com os ritmos elétricos que os domina completamente. Ele consegue e é encontrado em um estado catatônico do qual ele nunca acorda.
No conto de Fritz Leiber intitulado como "Rump-Titty-Titty-Tum-TAH-Tee" (1959), indicado ao Prêmio Hugo, o título descreve uma batida rítmica tão poderosa que se espalha rapidamente para todas as áreas da cultura humana, até que se desenvolve um contra-ritmo que age como um antídoto.
No livro de Joe Simpson, “Touching the Void", de 1988, ele fala sobre não ser capaz de deixar a música “Brown Girl in the Ring” de Boney M fora de si. O livro fala de sua sobrevivência, contra as probabilidades, após um acidente de montanhismo na remota região de Siula Grande, na América do Sul. Sozinho, gravemente ferido e em estado semi-delirante, ele está confuso se está imaginando a música ou realmente a ouvindo.
No episódio do Dexter's Laboratory, intitulado "Head Band", um grupo contagioso de vírus força seu anfitrião a cantar o que eles estão dizendo para a mesma melodia "boy band". A única maneira de se curar do Boy Band Virus é que os vírus se separem e iniciem suas próprias carreiras solo.
O conto satírico de 1933 de EB White "A Supremacia do Uruguai" (reimpresso em Histórias Atemporais para Hoje e Amanhã) relata um episódio ficcional na história do Uruguai, onde um poderoso verme de ouvido é descoberto em uma canção americana popular. Os militares uruguaios constroem um esquadrão de aeronaves sem piloto armado com fonógrafos que tocam um registro altamente amplificado do verme de ouvido, e conquistam o mundo inteiro reduzindo os cidadãos de todas as nações à loucura insensata. "Os povos estavam irremediavelmente loucos, devastados por um ruído inerradicável [...] Ninguém podia ouvir nada além do barulho em sua própria cabeça".